# Carretera Central

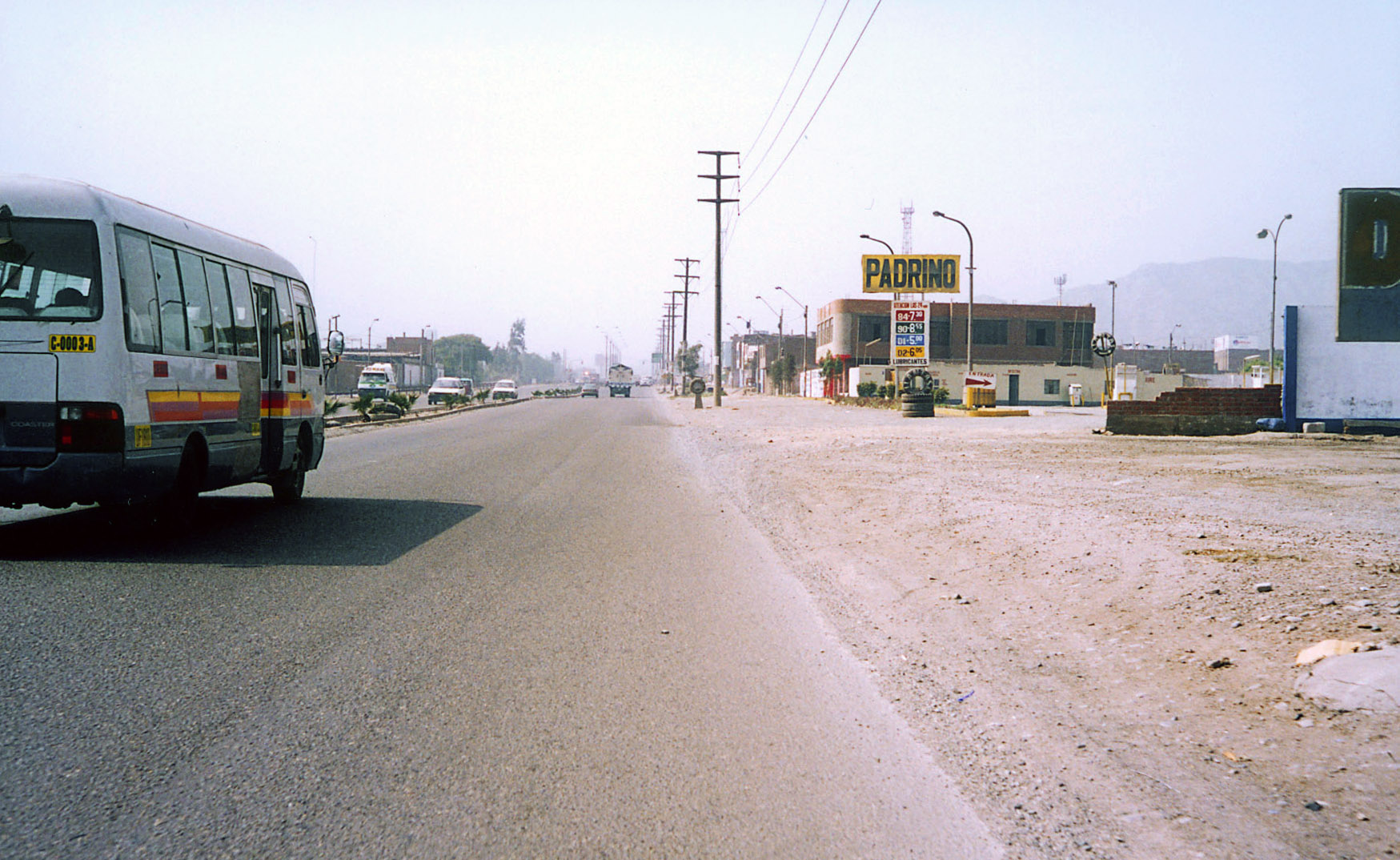
Carretera Central i höjd med Chaclacayo.

Carretera Central ("Centrala bilvägen") i Peru är en väg som utgår från huvudstaden Lima, och förbinder denna med de centrala regionerna (Junín, Pasco, Huanuco, Huancavelica, Ayacucho, San Martín och Ucayali). 
Vägen börjar i den centrala delen av Lima, och förvandlas på vägen till en viktig pulsåder i staden. Från det den lämnar provinsen Lima, består vägen bara av en vägsträcka fram till staden La Oroya som ligger i provinsen Yauli i Junín, därifrån delar sig vägen i tre förgreningar. 
Den första av dessa går söderut, främst till staden Huancayo där den fortsätter mot regionen Huancavelica och når staden med samma namn,  för att sedan fortsätta till Ayacucho. Denna sträcka, från Huancayo, underhålls inte och är i dåligt skick. 
Den andra grenen går österut till staden Tarma som har kommunikationer med amazonasprovinserna i Junín och Pasco (Chanchamayo, Satipo och Oxapampa) . 
Den tredje grenen går norrut, in i Pasco och till staden Cerro de Pasco. Den fortsätter sedan norrut till staden Huánuco i regionen med samma namn. Från Huánuco fortsätter vägen sedan österut till staden Tingo María. I Tingo María öppnar sig två nya vägar. En österut till staden Pucallpa, centralort i Ucayali och en annan norrut till staden Tocache i San Martín. 
I allmänhet är vägen asfalterad och i gott skick. Mellan december och mars förekommer ofta jordskred på grund av häftiga regn. Underhåll av vägen åligger Provias Nacional, ett organ under Ministerio de Transportes y Comunicaciones del Perú ("Ministeriet för transport och kommunikation i Peru"). 